# 546843 Xuzhijian
546843 Xuzhijian è un asteroide della fascia principale. Scoperto nel 2011, presenta un'orbita caratterizzata da un semiasse maggiore pari a 2,2853657 au e da un'eccentricità di 0,1716088, inclinata di 6,37866° rispetto all'eclittica.
Dal 14 maggio al 5 luglio 2021, quando 551231 Żywiec ricevette la denominazione ufficiale, è stato  l'asteroide denominato con il più alto numero ordinale. Prima della sua denominazione, il primato era di 543315 Asmakhammari.
L'asteroide è dedicato all'astronomo amatoriale cinese Xu Zhijian.